# Sully (Iowa)
Sully  è una città degli Stati Uniti di 821 abitanti, situata nella contea di Jasper, in Iowa.

## Storia
Sully è stata fondata nel 1882. La denominazione della cittadina deriva dal ferroviere Alfred Sully.